# Аракарі чорногрудий
Аракарі чорногрудий (Pteroglossus azara) — вид дятлоподібних птахів родини туканових (Ramphastidae).

## Поширення
Зустрічається в Болівії, Бразилії, Колумбії, Еквадорі, Перу та Венесуелі. Його природне середовище проживання — субтропічні або тропічні вологі низинні ліси.

## Підвиди
Таксон містить два підвиди:
- P. a. flavirostris Fraser, 1841 — на заході Амазонії.
- P. a. azara (Vieillot, 1819) — на північному заході Бразилії.